# بارني إي. ارين
بارني إي. ارين (بالإنجليزية: Barney E. Warren)‏ هو كاتب ترانيم وكاهن أمريكي، ولد في 20 فبراير 1867 في ليوستون في الولايات المتحدة، وتوفي في 21 أبريل 1951.